# Bute (figlio di Pandione)
Bute (in greco antico: Βούτης?, Bútēs) è un personaggio della mitologia greca, figlio di Pandione e Zeusippe fu uno degli Argonauti.

## Mitologia
Bute era fratello di Eretteo (il suo gemello), Procne e Filomela ed era considerato il più grande apicoltore dell'antichità.
Quando il padre morì, Bute scelse di officiare come sacerdote di Atena e Poseidone, mentre il potere andò a suo fratello. In seguito sposò la figlia di suo fratello Eretteo, Ctonia.
Da lui derivò la stirpe sacerdotale dei Butadi.

### Gli Argonauti
Durante la spedizione degli Argonauti, quando Giasone, recuperato il vello d'oro, stava per fare ritorno, si trovò ad affiancare l'isola delle sirene. Già il canto magico delle creature stava per ammaliare l'equipaggio quando Orfeo, il mitico cantore, intonò una melodia ancora più affascinante. Fra tutti, il solo Bute si gettò in mare, ma venne tratto in salvo da Afrodite, che, per ingelosire il bell'Adone, passò molte notti con lui sul Lilibeo, facendo di lui il suo amante.
Da lui, Afrodite ebbe Erix, futuro ottimo pugile e re di Erice. Bute ebbe anche una figlia femmina, Didamia.